# قواعد بونسومبي لدعاية الحرب
قواعد بونسومبي لدعاية الحرب عبارة عن عشرة قواعد تم وضعها من قبل السياسي البريطاني المناهض للعنف اللورد آرثر بونسومبي في كتابه "التزييف في زمن الحرب: أكاذيب الإعلام في الحرب العالمية الأولى" الذي صدر عام 1928.
بهذا الكتاب يشرح اللورد بونسومبي كيف الدول المعتدية في الحرب العالمية الأولى تعلموا أن يكذبوا ليس فقط على أعدائهم، بل أيضا على شعوبهم لتبرير أسباب اندلاع الحرب وانخراطهم فيها. والقواعد كلها التي ذكرها اللورد في عمله هذا ظهرت جلية في الحرب، وفي الحروب جميعها التي خاضتها البشرية في القرن العشرين والحادي والعشرين.

## القواعد العشرة
1. نحن لا نريد الحرب.
2. الطرف الخصم وحده هو المسؤول عن الحرب.
3. العدو شرير بطبيعته ويشبه الشيطان.
4. نحن ندافع عن قضية نبيلة، وليس عن مصالحنا الخاصة.
5. العدو يرتكب الفظائع بشكل متعمد، أما نحن فأخطاؤنا تقع خارج إرادتنا.
6. العدو يستخدم الأسلحة المحرمة.
7. نحن نتكبد خسائر ضئيلة، أما خسائر العدو فهي فادحة.
8. فنانون ومثقفون مرموقون يساندون قضيتنا.
9. قضيتنا مقدسة.
10. كل من يشككون في دعايتنا خونة.